# Maloja (Schiff, 1912)
Die RMS Maloja (I) war ein 1912 in Dienst gestelltes Passagierschiff der britischen Reederei Peninsular and Oriental Steam Navigation Company (P&O), das für den Passagier- und Frachtverkehr von London nach Australien gebaut worden war. Am 27. Februar 1916 wurde die Maloja in der Straße von Dover durch einen Minentreffer versenkt, wobei 155 Passagiere und Besatzungsmitglieder ums Leben kamen. Sie war das größte Schiff, das P&O im Ersten Weltkrieg verlor. Auch ihr Schwesterschiff fiel dem U-Boot-Krieg zum Opfer.

## Das Schiff
Die Maloja und ihr Schwesterschiff, die ebenfalls 1912 in Dienst gestellte Medina (12.358 BRT), wurden von P&O für den regulären Transatlantikservice nach Australien in Auftrag gegeben. Im Gegensatz zu den meisten anderen Schiffen von P&O wurde die Maloja nicht von der schottischen Werft Caird & Company gebaut, sondern von der nordirischen Werft Harland & Wolff in Belfast. Der 173,4 Meter lange und 18,9 Meter breite, aus Stahl gebaute Dampfer war zu seiner Zeit das größte Schiff der P&O-Flotte. Er hatte zwei Schornsteine, zwei Masten und eine Doppelschraube und konnte 450 Reisende in der Ersten und 220 in der Zweiten Klasse befördern. 
Der Dampfer verfügte über eine luxuriöse Ausstattung. Über dem Speisesaal der Ersten Klasse erstreckte sich eine Galerie, der sich das mit einem Konzertflügel ausgestattete Musikzimmer anschloss. Das Schiff wurde nach dem gleichnamigen Ort im Schweizer Kanton Graubünden benannt. Die Maloja war bei ihrer Indienststellung das größte Schiff der P&O-Flotte (sie war 73 BRT größer als ihr Schwesterschiff). Die Maloja lief am 17. Dezember 1910 vom Stapel, wurde am 7. September 1911 fertiggestellt und legte am 9. Februar 1912 zu ihrer Jungfernfahrt ab. Von da an transportierte sie Passagiere, Fracht und Post auf der Route London–Colombo–Melbourne–Sydney.

## Untergang
Am Sonnabend, dem 26. Februar 1916 um 15.00 Uhr lief die Maloja in Tilbury unter dem Kommando von Kapitän Charles Edward Irving zu einer Überfahrt nach Bombay via Dover und Port Said aus. Sie hatte neben 335 Besatzungsmitgliedern 121 Passagiere an Bord, darunter eine große Zahl an Frauen und Kindern. Unter den Reisenden befanden sich viele Briten, die in Britisch-Indien im Militär-, Kolonial- oder Verwaltungsdienst tätig waren.
Am Sonntagmorgen, dem 27. Februar, erreichte die Maloja den Hafen von Dover. Während das Schiff dort vor Anker lag, ließ Kapitän Irving eine Rettungsübung an den Boots- und Feuerstationen durchführen und instruierte die Passagiere, wo sie sich im Notfall einzufinden hatten. Um 10.15 Uhr legte der Dampfer in Dover ab und dampfte mit voller Geschwindigkeit in den Ärmelkanal. Die Maloja kam nicht weit. Um 10.30 Uhr lief das Schiff zwei Meilen vor Dover auf eine Mine, die das deutsche U-Boot UC 6 unter dem Kommando von Kapitänleutnant Matthias Graf von Schmettow einige Tage zuvor gelegt hatte. Die Mine traf das Schiff am Heck, eine Säule aus Wasser und Trümmern wurde in die Luft geschleudert und prallte auf das Deck.
Kapitän Irving befahl dem Maschinenraum „Stopp“ und dann „volle Kraft zurück“, damit das Schiff hielt und die Rettungsboote zu Wasser gelassen werden konnten. Da der Maschinenraum geflutet war, konnten die Maschinen nicht angehalten werden, wodurch das Schiff weiterhin etwa acht Knoten Fahrt machte. Zudem entwickelte sich eine schwere Schlagseite nach Steuerbord, was das Fieren der Boote noch mehr erschwerte (nur drei bis vier konnten erfolgreich gefiert werden). Viele Passagiere sprangen über Bord.
Durch die Explosion wurden im Schiffsrumpf einige der wasserdichten Schotts eingedrückt, wodurch nach und nach Wasser in die angrenzenden Abteilungen laufen konnte. Der angerichtete Schaden war zu groß und das Schiff sank zu schnell, als das alle an Bord rechtzeitig gerettet werden konnten. Der getroffene Ozeandampfer legte sich auf die Seite und sank 24 Minuten nach dem Auflaufen auf die Mine. Wegen der Nähe zum Land waren schnell Fischkutter, Küstenboote und andere Schiff am Unglücksort, um die Überlebenden zu bergen. Die meisten wurden von den Hospitalschiffen Dieppe und St. David aufgenommen und in das Lord Warden Hotel in Dover gebracht. Vom Land aus hatten viele Augenzeugen den Untergang der Maloja beobachten können.
Von den 456 Menschen an Bord kamen 155 durch das Unglück ums Leben (106 Besatzungsmitglieder und 49 Passagiere, darunter viele Frauen und Kinder). Die Leichen wurden in der Market Hall von Dover aufgebahrt, um dort identifiziert werden zu können. Viele der Toten wurden auf dem städtischen St. Mary’s Cemetery beigesetzt, wo noch heute mehrere Grabsteine und Denkmäler an sie erinnern. Das U-Boot UC 6, das insgesamt 61 Schiffe versenkte, erlitt später im Krieg das gleiche Schicksal wie die Maloja, als es am 27. September 1917 vor dem Kreidefelsen North Foreland an der Küste der Grafschaft Kent auf eine Mine lief und sank. Alle 16 Besatzungsmitglieder kamen dabei ums Leben. Das Wrack der Maloja liegt in 21 Metern Tiefe auf Position 51° 0′ N, 1° 19′ O. Wegen der Landnähe und der geringen Tiefe ist es ein beliebtes Ziel von Tauchern. Im Rahmen eines Manövers kam es 1964 zu einer teilweisen Sprengung des Wracks, weshalb es heute in einem sehr schlechten Zustand ist. Das britische Bergungsunternehmen Risdon Beazley Marine Trading Company führte mehrere Bergungsaktionen durch.
1923 stellte P&O das zweite Schiff desselben Namens in Dienst, die 20.837 BRT große Maloja (II), die bis 1954 im Dienst war.